# Acanthophorus serraticornis
Acanthophorus serraticornis är en skalbaggsart som först beskrevs av Olivier 1795.  Acanthophorus serraticornis ingår i släktet Acanthophorus och familjen långhorningar. Inga underarter finns listade i Catalogue of Life.